# Mario Sassano
Mario Sassano (ur. 1 października 1923 w San Martino in Pensilis, zm. 1 stycznia 1984) – włoski polityk i menedżer, poseł do Parlamentu Europejskiego I kadencji.

## Życiorys
Pracował jako inżynier w spółce Enel i jako menedżer średniego szczebla. Zaangażował się w działalność polityczną w ramach Chrześcijańskiej Demokracji. W 1979 uzyskał mandat posła do Parlamentu Europejskiego I kadencji. Przystąpił do Europejskiej Partii Ludowej, należał do Komisji ds. Energii i Badań Naukowych oraz Delegacji ds. stosunków z państwami rejonu Zatoki Perskiej. Zmarł 1 stycznia 1984, objął go wówczas Francesco Cosentino.